# 馬蒂亞斯·艾那爾德
馬蒂亞斯·艾那爾德（Mathias Énard，1972年1月11日—）是法國小說家。他會波斯語和阿拉伯語，曾在中東地區度過了很長時間。他在巴塞羅那生活大約十五年，2013年前往柏林。
2015年，馬蒂亞斯·艾那爾德以《指北針》獲得龚古尔文学奖。2016年，馬蒂亞斯·艾那爾德獲得藝術與文學勳章。